# Jaroslavice (Hluboká nad Vltavou)
Jaroslavice jsou samota, část města Hluboká nad Vltavou v okrese České Budějovice v Jihočeském kraji. Nachází se asi dvanáct kilometrů severně od Hluboké nad Vltavou. Jaroslavice leží v katastrálním území Jaroslavice u Kostelce o rozloze 3,71 km².

## Historie
Archeologické nálezy dokládají, že Jaroslavice byly osídleny již v pravěku. Na podzim roku 1901 se jaroslavický mlynář Jan Šebor rozhodl srovnat pahrbky na pastvině V Struhách (též V hrbcích na kamenitém) a přitom objevil pravěký hřbitůvek – mohylové pohřebiště a v mohylách nalezl různé bronzové předměty a zlatou spirálku.
Historie Jaroslavic je spojena s osadou zvanou Řeka, která ležela poblíž a dávno již zanikla. Obě místa vlastnil patrně tentýž vladycký rod, který se sice nazýval „z Řeky“, ale podle některých historiků sídlil právě v Jaroslavicích, jejichž název patrně vznikl ze jména vladyky Jaroslava. První písemná zmínka o vesnici pochází z roku 1382, kdy je zaznamenána Byetka z Řeky na Jaroslavicích. Dne 25. listopadu 1407 je v listině, která se týká platu, který byl odváděn ze vsi Drahotěšice k farnímu kostelu v Kostelci, zmiňován Maršík z Jaroslavic.
V roce 1880 zde žilo 236 obyvatel. V roce 2011 zde trvale žil pouze jeden obyvatel, neboť obyvatelé byli v roce 1990 vystěhováni a kdysi samostatná obec zanikla v důsledku výstavby vodního díla Hněvkovice. Zbourána byla i místní kaple; zvon z této kaple je v Dolním Bukovsku, v kostele Narození Panny Marie.
Dne 16. srpna 1997 zde byl odhalen pomník, který byl postaven místními rodáky na památku obce. V roce 2012 zde byla postavena nová kaple..

## Obyvatelstvo
| Rok            | 1869 | 1880 | 1890 | 1900 | 1910 | 1921 | 1930 | 1950 | 1961 | 1970 | 1980 | 1991 | 2001 | 2011 | 2021 |
| -------------- | ---- | ---- | ---- | ---- | ---- | ---- | ---- | ---- | ---- | ---- | ---- | ---- | ---- | ---- | ---- |
| Počet obyvatel | 222  | 236  | 217  | 221  | 229  | 198  | 194  | 128  | 99   | 81   | 56   | 0    | 0    | 1    | 1    |
| Počet domů     | 26   | 35   | 35   | 37   | 36   | 36   | 36   | 45   | 30   | 26   | 22   | 0    | 0    | 0    | 0    |

## Obecní správa
Při sčítání lidu v letech 1850–1964 Jaroslavice byly samostatnou obcí, se kterým patřily nejprve do okresu České Budějovice (v letech 1850–1910 Budějovice), ale v roce 1950 v okrese Týn nad Vltavou a od roku 1960 v okrese České Budějovice. Od 14. června 1964 do 31. prosince 1987 byly částí obce Kostelec v okrese České Budějovice. Od 1. ledna 1988 jsou částí města Hluboká nad Vltavou v okrese České Budějovice. V letech 1850–1902 k obci patřily Buzkov a Jeznice.

## Galerie

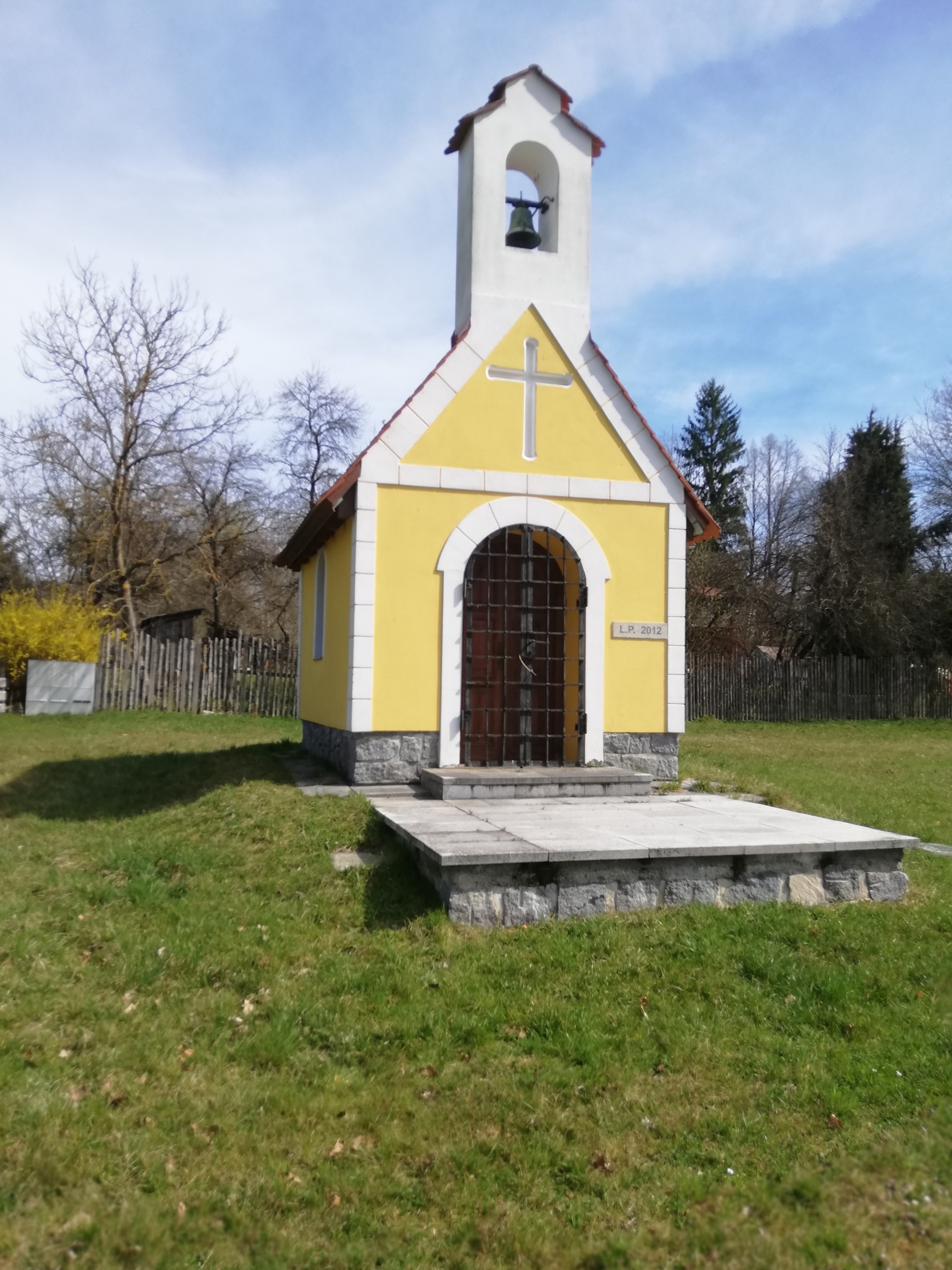
Kaple z roku 2012
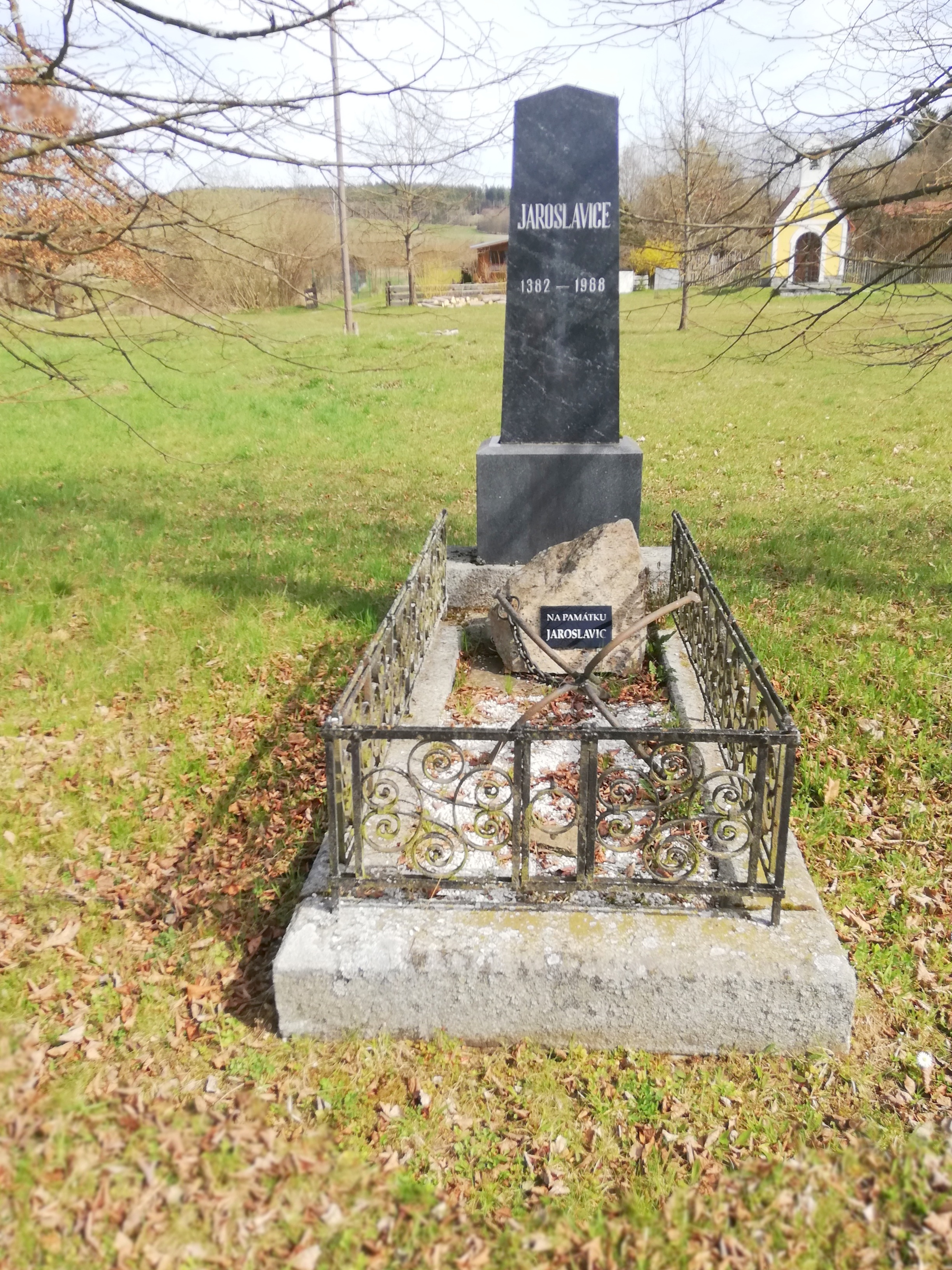
Pomník na památku Jaroslavic
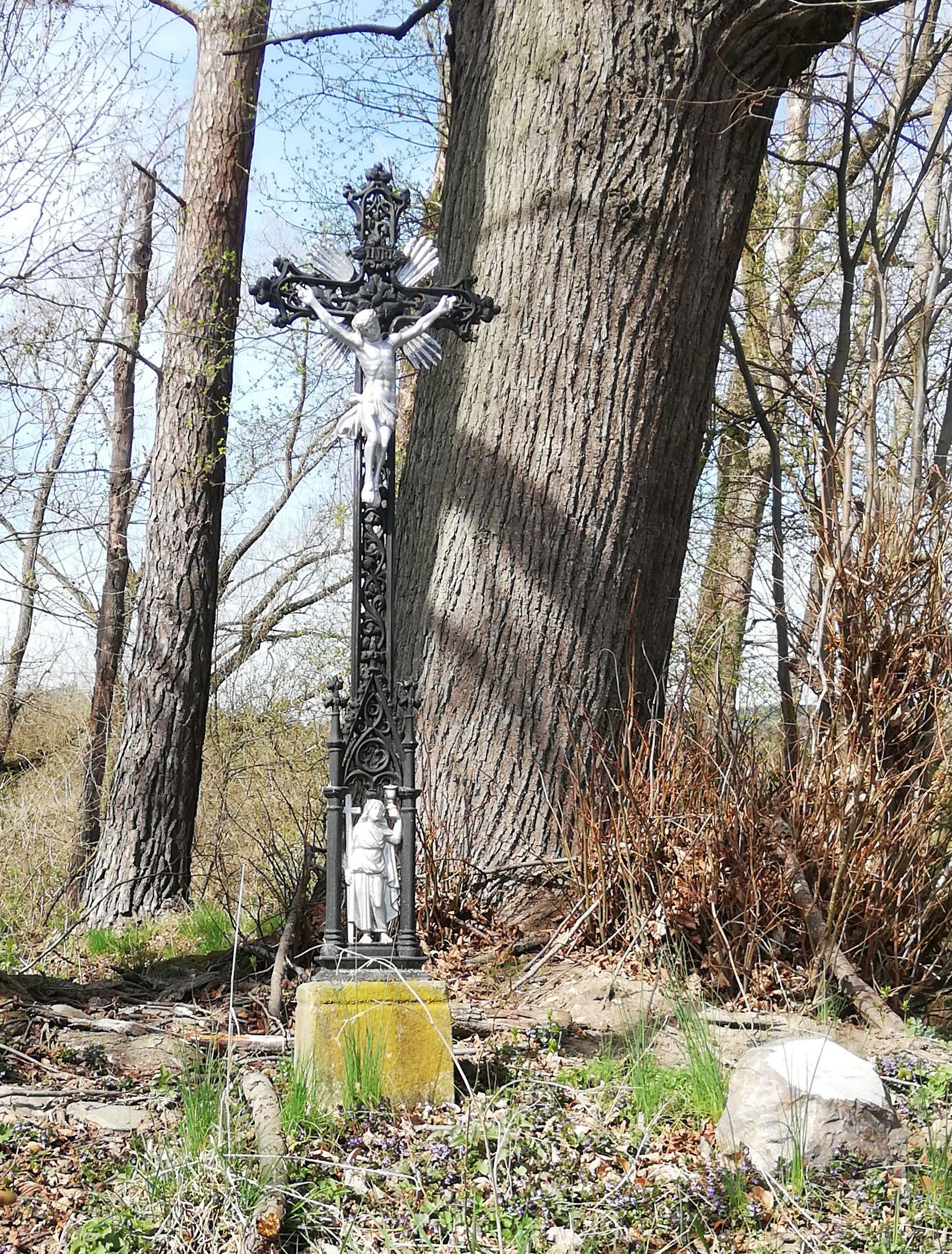
Křížek u Jaroslavic